# Werbyczi (przystanek kolejowy)
Werbyczi (ukr. Вербичі) – przystanek kolejowy w pobliżu miejscowości Werbyczi, w rejonie czernihowskim, w obwodzie czernihowskim, na Ukrainie. Położony jest na linii Homel – Czernihów.
Pierwotnie nosił nazwę 76 km. 3 sierpnia 2023 zgodnie z ustawą „O nazwach geograficznych” i w ramach programu derusyfikacji nazewnictwa infrastruktury kolejowej Ukrzaliznyci, przystankowy nadano nazwę Werbyczi.